# Pit Clausen
Pit Clausen (ur. 12 maja 1962 w Düsseldorfie) – niemiecki sędzia i samorządowiec, od 2009 roku burmistrz Bielefeld z ramienia Socjaldemokratycznej Partii Niemiec (SPD).  

## Życiorys
Jest synem ślusarza Hansa-Christiana Clausena i Ingridy Helgi, z domu Albuschat. Ma brata bliźniaka Jürgena.

### Wykształcenie i praca zawodowa
W 1968 rozpoczął naukę w szkole podstawowej w Hilden. Od 1972 roku uczył się w gimnazjum im. Dietricha Bonhoeffera w Hilden. W latach 1981–1982 pełnił służbę wojskową w Buxtehude. Od 1982 do 1989 roku studiował prawo na Uniwersytecie w Bielefeld. Od 1989 roku pracował jako asystent naukowy w katedrze prof. Schwerdtnera.
Od 1990 roku pracował jako sędzia w Sądach Pracy w Düsseldorfie, Herford, Detmold, Bochum, Hagen, Paderborn i Bielefeld. 

### Działalność polityczna
W 1983 roku dołączył do Socjaldemokratycznej Partii Niemiec (SPD). W 1994 roku został wybrany radnym miasta Bielefeld, gdzie do 1999 pełnił funkcję rzecznika klubu SPD. W 1999 roku został wybrany przewodniczącym Komisji ds. Opieki nad Młodzieżą. W 2002 roku został wybrany przewodniczącym klubu SPD. Dwa lata później został wybrany członkiem zarządu SPD w Bielefeld.
W wyborach samorządowych w 2004 roku bezskutecznie ubiegał się o urząd burmistrza Bielefeld przegrywając z kandydatem CDU Eberhardem Davidem o 137 głosów.
W wyborach samorządowych w 2009 roku ponownie ubiegał się o urząd burmistrza. Został wybrany 30 sierpnia, uzyskując 43,3% głosów. 21 października tego samego roku rozpoczął urzędowanie. Zrezygnował przedterminowo z urzędu umożliwiając przeprowadzenie w maju 2014 roku połączonych wyborów do rady miejskiej oraz na burmistrza.
Utrzymał mandat burmistrza w wyborach samorządowych w 2014 roku wygrywając z kandydatem CDU Andreasem Rütherem w drugiej turze z wynikiem 55,9%. W kwietniu 2016 roku został wybrany prezesem Związku Miast Nadrenii Północnej-Westfalii zastępując na tej funkcji burmistrza Hamm, Thomasa Hunstegera-Petermanna z CDU. W wyborach prezydenckich w 2017 roku był delegatem Nadrenii Północnej-Westfalii na 16. Zgromadzenie Federalne, które wybrało 12. Prezydenta Republiki Federalnej Niemiec Franka-Waltera Steinmeiera. W czerwcu 2018 roku został wybrany wiceprezesem Związku Miast Nadrenii Północnej-Westfalii. W czerwcu 2020 roku powrócił na stanowisko prezesa Związku Miast.
W wyborach w 2020 roku uzyskał reelekcję na stanowisku burmistrza wygrywając w drugiej turze z Ralfem Nettelstrothem z CDU uzyskując 39,65%.

## Życie prywatne
Żyje w formalnym związku partnerskim, jego partnerem jest Thomas Sopp. Deklaruje wyznanie ewangelickie.